# Смирнов, Евгений Александрович (пловец)
Евгений Александрович Смирнов (род. 4 сентября 1994, Берёзовский, Свердловская область, Россия) — российский пловец в ластах, заслуженный мастер спорта России.

## Карьера
Неоднократный чемпион и призёр чемпионатов России, Европы и мира.
Окончил Уральский федеральный университет.
В 2014 году в Казани поставил рекорд мира на дистанции 400 метров.